# Märjamaa kommun

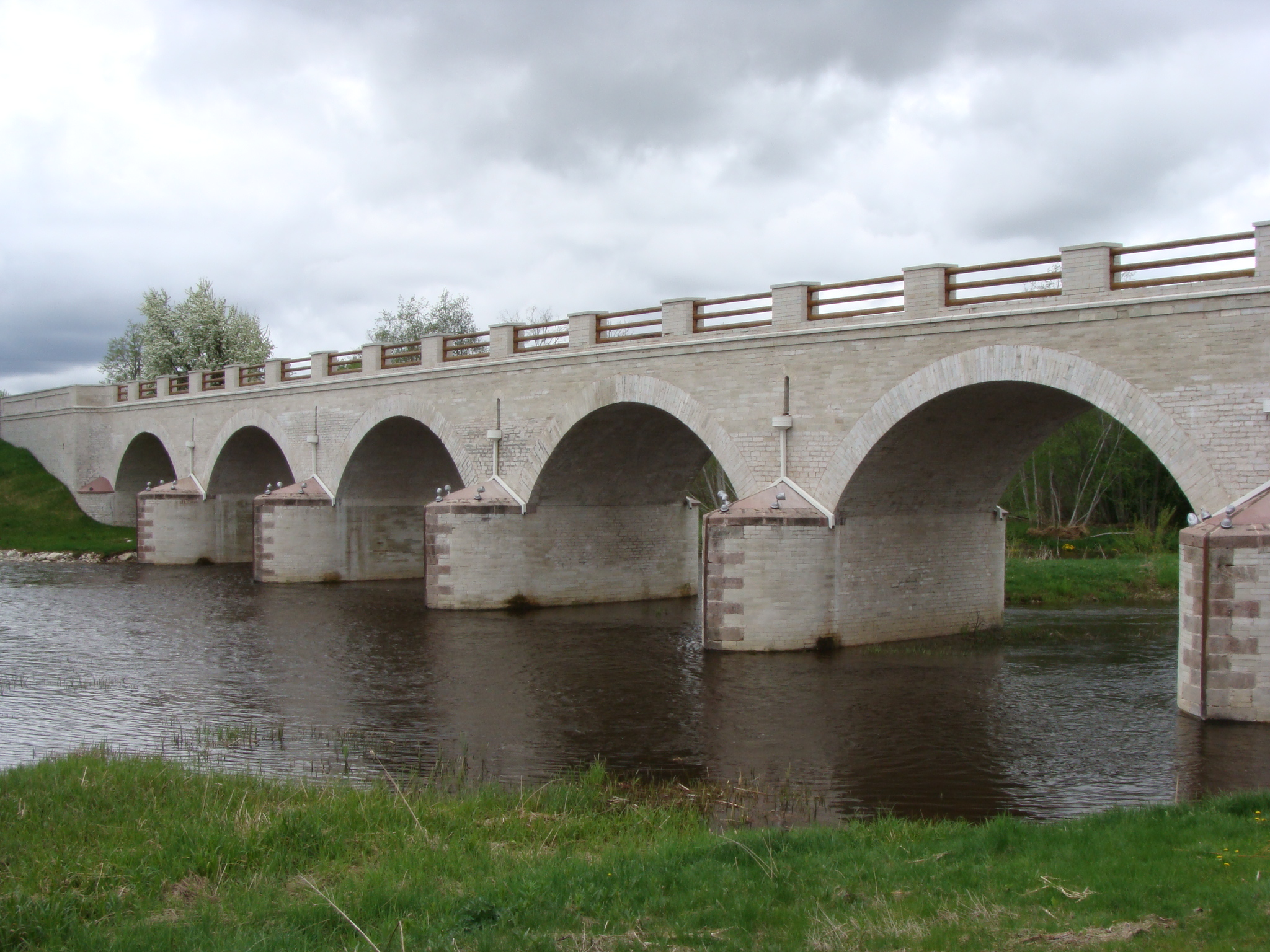
Stenbron över Vigala jõgi i Konuvere från 1861, Estlands äldsta kalkstensbro, finns symboliserad i kommunvapnet.

Märjamaa kommun (estniska: Märjamaa vald) är en kommun i landskapet Raplamaa i västra Estland. Den ligger cirka 60 kilometer söder om huvudstaden Tallinn och var innan kommunreformen 2017 Estlands ytmässigt största kommun. Köpingen Märjamaa utgör kommunens centralort.
Den 20 oktober 2002 uppgick köpingen Märjamaa samt Loodna kommun i Märjamaa kommun. Den 21 oktober 2017 fick kommunen sin nuvarande omfattning när Vigala kommun samt en del av Raikküla kommun (byarna Kõrvetaguse, Pühatu och Riidaku) uppgick i kommunen.

## Orter
I Märjamaa kommun finns en köping och 112 byar.

### Köpingar
- Märjamaa

### Byar
- Alaküla
- Altküla
- Araste
- Aravere
- Aruküla
- Avaste
- Haimre
- Hiietse
- Inda
- Jaaniveski
- Jädivere
- Jõeääre
- Kaguvere
- Kangru
- Kasti
- Kausi
- Keskküla
- Kesu
- Kiilaspere
- Kilgi
- Kirna
- Kivi-Vigala
- Kohatu
- Kohtru
- Kojastu
- Koluta
- Konnapere
- Konuvere
- Kunsu
- Kurevere
- Kõrtsuotsa
- Kõrvetaguse
- Käbiküla
- Käriselja
- Laukna
- Leevre
- Leibre
- Lestima
- Lokuta
- Loodna
- Luiste
- Lümandu
- Läti
- Maidla
- Manni
- Metsaääre
- Metsküla
- Moka
- Mõisamaa
- Mõraste
- Mäliste
- Männiku
- Naistevalla
- Napanurga
- Naravere
- Nurme
- Nurtu-Nõlva
- Nõmmeotsa
- Nääri
- Oese
- Ohukotsu
- Ojapere
- Ojaäärse
- Orgita
- Paaduotsa
- Paeküla
- Paisumaa
- Pajaka
- Palase
- Paljasmaa
- Pallika
- Purga
- Põlli
- Pühatu
- Päädeva
- Päärdu
- Rangu
- Rassiotsa
- Riidaku
- Ringuta
- Risu-Suurküla
- Russalu
- Rääski
- Sipa
- Sooniste
- Soosalu
- Sulu
- Suurküla
- Sõmeru
- Sõtke
- Sääla
- Teenuse
- Tiduvere
- Tolli
- Tõnumaa
- Urevere
- Vaguja
- Vaimõisa
- Valgu
- Valgu-Vanamõisa
- Vana-Nurtu
- Vana-Vigala
- Varbola
- Velise
- Velisemõisa
- Velise-Nõlva
- Veski
- Vigala-Vanamõisa
- Vilta
- Võeva
- Vängla
- Ülejõe